# Azogue (novela)
Azogue (en inglés Quicksilver) es el primero de los tres volúmenes que componen el Ciclo Barroco del escritor estadounidense Neal Stephenson (siendo los otros dos La Confusión y El Sistema del Mundo). El volumen se subdivide a su vez en tres libros: Azogue, El Rey de los Vagabundos, y Odalisca. Tanto la edición original inglesa como la traducción al español se publicaron en 2003.

## Trama

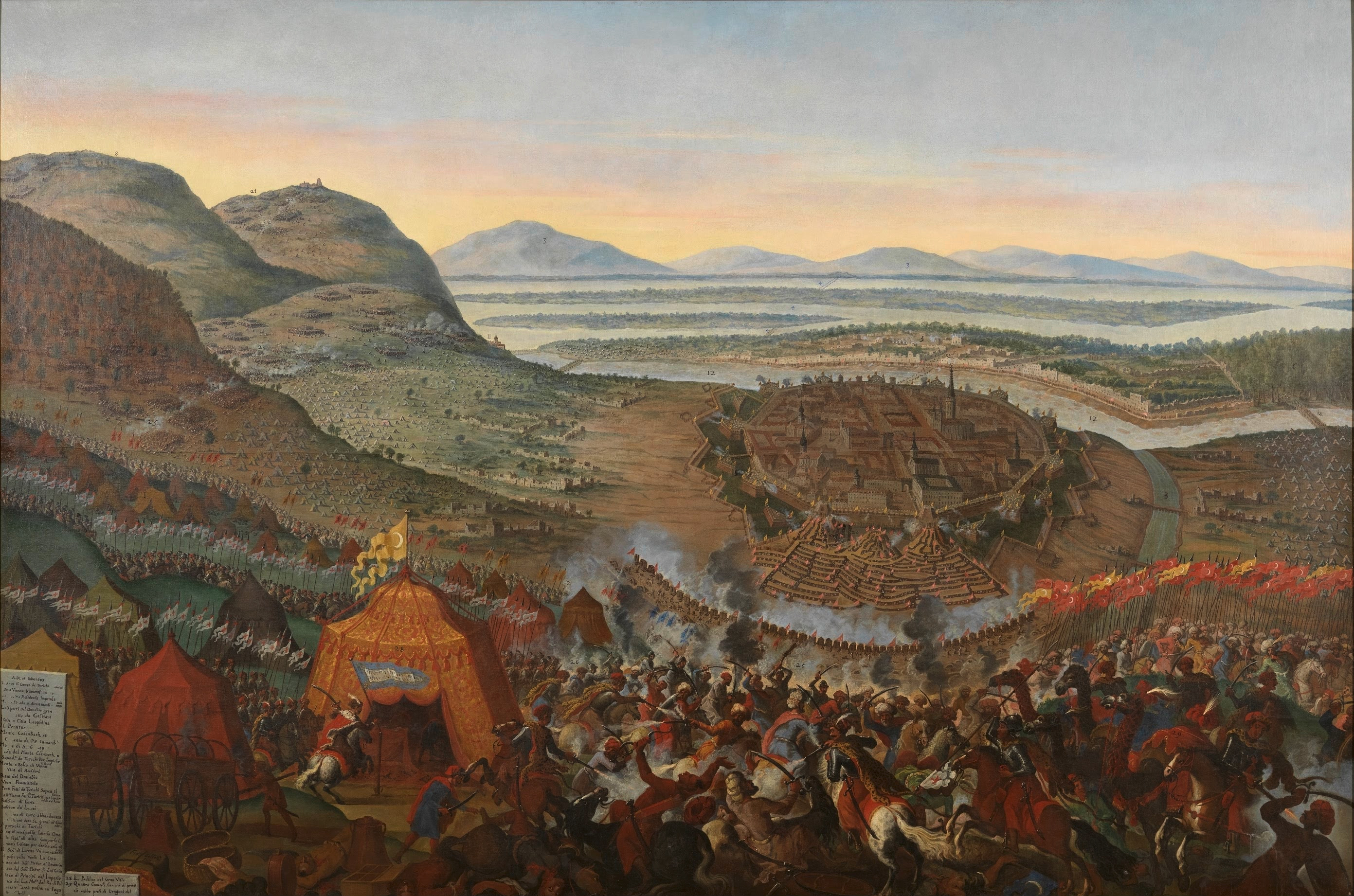
Vienna Battle 1683

### Azogue
La acción de Azogue transcurre a caballo entre la Inglaterra de la década de 1660 y el Boston de 1713. El relato comienza cuando el enigmático (y supuestamente inmortal) alquimista Enoch el Rojo viaja a Boston en busca de Daniel Waterhouse. Waterhouse es un filósofo natural, miembro de la Sociedad Real inglesa, y fundador (y único miembro) del Instituto de la Colonia de la Bahía de Massachusetts para las Artes Tecnológicas (un predecesor ficticio del actual Instituto de Tecnología de Massachusetts. Durante su juventud como un estudiante en Cambridge medio siglo atrás, Waterhouse compartió alojamientos con Isaac Newton y se codeó con los grandes científicos de la época: Christopher Wren, Samuel Pepys, John Wilkins, Wilhelm Gottfried Leibniz, Robert Hooke, Robert Boyle, etc.
Enoch el Rojo le entrega a Waterhouse una carta de la princesa Carolina de Brandeburgo-Ansbach (futura Reina Consorte de Inglaterra), a la que Waterhouse conoció cuando esta era una niña en el exilio. Carolina le pide a Waterhouse que regrese a Inglaterra para mediar entre la disputa de Newton y Leibniz sobre la invención del cálculo infinitesimal. Waterhouse es el hombre ideal para esta misión, dados sus lazos profesionales y personales con ambos hombres. Esta mediación es necesaria porque las ramificaciones políticas de la disputa entre Newton y Leibniz amenazan las aspiraciones de Carolina al trono de Inglaterra (su oponente es James Stuart, el cual actuaría como un peón del Rey Luis XIV de Francia, efectivamente entregando el control de Inglaterra a la Corona francesa). Aunque reluctante en un principio, Waterhouse acepta el encargo cuando Enoch el Rojo le revela que la princesa le ha suscrito un seguro que proveerá a su familia con una pensión vitalicia si Waterhouse llegara a fallecer durante su misión (una posibilidad tangible, debido a su avanzada edad y la dureza de un viaje transatlántico en la época). Tras unos rápidos preparativos, Waterhouse se embarca en el Minerva, comandado por el holandés Otto van Hoek y el políglota africano Dappa.
Sin embargo, cuando el Minerva intenta salir de la bahía de Massachusetts, se encuentra inmediatamente acosado por numerosos barcos piratas que exigen a van Hoek que les entregue a Waterhouse. Van Hoek se niega, debido a su odio hacia los piratas en general, y comienza a idear un plan para eludir a sus perseguidores. Parte del plan consiste en hacer que el aterrorizado (y náuticamente inepto) Waterhouse se haga pasar por el capitán del barco, para que los piratas crean que la captura será sencilla. Las maniobras de escape, que se alargan durante varios días, están intercaladas con los recuerdos de Waterhouse de su juventud en Cambridge y su convivencia con Newton.
Daniel Waterhouse es el hijo del puritano Drake Waterhouse. Drake creía fervientemente que el Apocalipsis sucedería en 1666, y debido a esto intentó preparar a Daniel para que fuera el encargado de recibir a Jesucristo a su llegada a Inglaterra. Sin embargo, Daniel se sintió atraído no hacia los estudios religiosos, sino hacia la despuntante filosofía natural. En su adolescencia, se convirtió en el pupilo de John Wilkins (con el que colaboró en un intento de clasificar el mundo), y al entrar en la Universidad de Cambridge, compartió alojamiento con un joven Isaac Newton. Durante su etapa como estudiantes, Waterhouse es testigo de la genialidad de Newton, y de sus primeras contribuciones a las matemáticas y a la física (incluyendo el cálculo infinitesimal). Sin embargo, tras su graduación, Waterhouse y Newton empiezan a distanciarse. Drake Waterhouse muere en el gran incendio de Londres en 1666. Su muerte, y el hecho de que el Apocalipsis no tuvo lugar, hacen que Daniel Waterhouse se desvincule de las obligaciones religiosas de su padre y se vuelque en la práctica de la filosofía natural. Por su parte, Newton, convertido ya en catedrático de matemáticas en Cambridge, comienza a coquetear con la alquimia, algo que Waterhouse considera una pérdida de tiempo. Como parte de su interés en la alquimia, Newton empieza a asociarse con ciertos miembros de la aristocracia inglesa --incluyendo a Louis Anglesey, a quién Waterhouse vio cometer un asesinato en Cambridge que quedó sin denunciar debido al temor a una retribución. En un momento el que Newton está ausente de su laboratorio de alquimia, Waterhouse entra al mismo con el fin de encontrar algún manuscrito matemático de Newton para poder demostrar (a pesar de todo) que este último merece mantener su cátedra y su sueldo. Desafortunadamente, la intromisión de Waterhouse sobresalta a Roger Comstock, quien se encontraba en un rincón preparando pólvora a oscuras. Esto causa un pequeño incendio en el laboratorio y el deterioro (aparentemente definitivo) de la relación entre Newton y Waterhouse.
De vuelta a 1713, el Minerva ha conseguido eludir a los barcos piratas gracias a la pericia de van Hoek. El barco, con Waterhouse aún a bordo, se encamina hacia Inglaterra.

### El Rey de los Vagabundos
Jack Shaftoe (apodado 'mediapicha' debido a un desafortunado accidente al intentar curar unas verrugas causadas por la sífilis) es un soldado del ejército que, en 1683, asedió Viena para liberarla de la ocupación musulmana. Durante el caos que sigue a la batalla, Jack comienza a perseguir a un avestruz perteneciente al campamento musulmán, con el fin de arrancarle las plumas y poder venderlas en alguna feria. La persecución le lleva a una parte del campamento donde un oficial musulmán está ejecutando a las mujeres que integran el harén. Jack interviene justo a tiempo para evitar la muerte de Eliza, una joven nativa de Qwghlm (un diminuto reino ficticio en la costa oeste de Gran Bretaña). Tras matar al oficial musulmán y coger su caballo y su espada, Jack y Eliza escapan de Viena con las plumas de avestruz. La intención de Jack es dirigirse a Francia e intentar vender las plumas lo antes posible. Sin embargo, Eliza le convence de que es posible conseguir más dinero si venden las plumas en Leipzig a la primavera siguiente. Jack accede, debido a que su objetivo es recaudar dinero para dejar como herencia a sus dos hijos antes de que la sífilis de la que sufre desemboque en una demencia permanente.
Durante el largo viaje a Leipzig, Eliza relata que ella y su madre fueron capturadas unos años atrás en la costa de Qwghlm por un barco pirata. Eliza fue separada para siempre de su madre al ser vendida como esclava a un noble musulmán. Esto le hizo jurar venganza hacia el capitán del barco pirata responsable de su tragedia (y que más adelante se revelará como el duque d'Arcachon). Durante su estancia en el harén, a pesar de mantener su virginidad, Eliza recibió una educación en varias técnicas sexuales (incluyendo la estimulación de la próstata) que no requieren penetración. Esta revelación hace que Jack, incapacitado para mantener una relación sexual normal, comience a mostrar interés en Eliza. Por su parte, Jack relata cómo ha pasado gran parte de su vida como un vagabundo, y cómo varias de sus aventuras le han otorgado cierta fama, así como los sobrenombres de Rey de los vagabundos y L'Emmerdeur (traducible como 'el enmierdador'). Aunque todavía conserva gran parte de sus facultades mentales, los efectos de la sífilis comienzan a mostrarse en forma de breves brotes de locura.
Al llegar a Leipzig, Eliza muestra unas aptitudes excepcionales para el comercio. Allí conocen al barón Lothar von Hacklheber (un reputado banquero), y entablan amistad con el famoso matemático Leibniz. Durante su estancia en Leipzig, Jack sufre un breve arrebato de locura que le lleva hasta un akelarre en un bosque cercano. Cuando los participantes del aquelarre descubren la espada musulmana que Jack aún llevaba consigo, le creen un espía y empiezan a perseguirle para darle muerte. La persecución termina cuando Jack acaba cayendo en una mina, para sobresalto de Eliza, que se encontraba allí en compañía de Leibniz (propietario de la mina), Enoch el Rojo, y varios inversores. Tras este incidente, Eliza le revela su intención de viajar a Ámsterdam (en aquel entonces uno de los mayores centros de comercio del mundo) para poder seguir invirtiendo los beneficios de sus negocios de Leipzig. Jack decide seguirla, en parte por dinero, y en parte por amor.
Ya en Ámsterdam, Jack no acepta la estrategia comercial de Eliza (que consiste principalmente en sentarse en una cafetería a conversar con otros comerciantes) y decide aceptar un trabajo de mensajería a París. Al poco de llegar a París, la sífilis empieza a causarle varios episodios de locura, que aumentan su fama como Rey de los vagabundos. Uno de estos episodios termina con su captura y su encarcelamiento en las mazmorras del rey Luis XIV. Jack consigue escapar al de unos pocos días, robando el caballo de un noble. Sin embargo, su huida coincide con un nuevo episodio de locura, que le lleva a cabalgar directamente en la sala donde Luis XIV estaba celebrando una fiesta de disfraces. Esto causa cierta confusión, debido a que Luis XIV, coincidentalmente, había decido disfrazarse de Rey de los Vagabundos. La aventura acaba con Jack escapando hacia Ámsterdam, tras amputar la mano de Etienne d'Arcachon.
De vuelta en Ámsterdam, Jack se asocia con varios comerciantes holandeses que van a fletar un barco mercante a África. Eliza se entera de que el objetivo del viaje es el tráfico de esclavos, y dada su oposición a la esclavitud, se enfurece de tal manera con Jack que acaba por atravesarle un brazo con un arpón ballenero. A pesar de este suceso, Jack embarca y el barco zarpa hacia África. Sin embargo, a medio camino se ven asaltados por una galera musulmana. En nuevo ataque de locura, Jack decide atacar, pensando que así podrá evitar ser capturado y vendido como esclavo. El ataque, no obstante, fracasa debido a que los demás tripulantes no lo secundan. Jack es apresado, encadenado a un remo de la galera, y condenado a remar hasta su muerte.

### Odalisca
Tras la marcha de Jack, Eliza es reclutada por Guillermo de Orange (futuro Rey Guillermo III de Inglaterra) para que se mude a Versalles y actúe como espía suyo en la corte del Rey Luis XIV.

## La ciencia enAzogue
En la sección titulada Daniel a bordo del Minerva, Waterhouse comienza a divagar sobre la posibilidad de un naufragio. En su imaginación, Daniel ve el naufragio como una ópera, que comienza con un primer acto de paz y tranquilidad hasta un quinto acto en el que el barco ha sido destruido y los pocos supervivientes experimentan el horror que antecede a la muerte. Waterhouse compara esta ópera con la visión religiosa de la humanidad, que comienza con la perfección del paraíso y se degrada hasta el caos y la decrepitud del presente. Sin embargo, la visión científica se corresponde con el proceso inverso: la humanidad ha pasado la mayor parte de su historia en el acto quinto, y solo ha sido muy recientemente que ha conseguido completar la hazaña de unir los trozos de madera que flotan en el mar y construir con ellos un barco desde el que explorar el resto del universo. El conflicto entre las dos filosofías sirve como una metáfora para ilustrar el adviento de la cultura científica.
Azogue también introduce el conflicto entre la filosofía natural y la alquimia. En la novela se presenta a la alquimia como la búsqueda de la esencia que subyace la naturaleza material de cada objeto, y que le proporciona su identidad. En cambio, la filosofía natural pretende explicar el mundo a través de procesos puramente mecánicos y materiales (creando un paralelo con los conceptos filosóficos del libre albedrío y del determinismo). Dado que una de las esencias que buscan los alquemistas es la esencia de la humanidad (es decir, el alma), la alquimia constituye, a un nivel fundamental, la búsqueda de Dios. Así, es la religiosidad obsesiva de Newton la que le empuja a la práctica de la alquimia, más que los méritos científicos de esta. Leibniz y Waterhouse, sin embargo, defienden una visión materialista del mundo, y consideran que la alquimia es una pérdida de tiempo lo que desemboca en sus conflictos con Newton.

## Personajes secundarios
- Louis Anglesey, Barón de Upnor, compañero de Daniel Waterhouse en el Trinity College.
- Thomas More Anglesey, Duque de Gunfleet
- Gregory Bolstrood, agitador disidente
- Clarke, alquimista, guardián de Isaac Newton durante su infancia
- Charles Comstock, hijo de John Comstock
- John Comstock, Barón de Epsom y Canciller
- Roger Comstock, compañero de Daniel en el Trinity College.
- Dappa, marinero nigeriano del Minerva
- George Jeffreys, compañero de Daniel en el Trinity College.
- Thomas Ham, joyero, cuñado de Daniel.
- Otto van Hoek, capitán del Minerva
- Drake Waterhouse, padre de Daniel.
- Faith Waterhouse, esposa de Daniel.
- William Godfrey Waterhouse, hijo de Daniel (su nombre es la versión inglesa de Wilhelm Gottfried, señalando la admiración de Waterhouse hacia Leibniz).
- Mayflower Waterhouse, hermanastra de Daniel, esposa de Thomas Ham.
- Raleigh Waterhouse, hermano de Daniel.
- Sterling Waterhouse, hermano de Daniel.

## Figuras históricas que aparecen como personajes
- Jacobo Scott, primer duque de Monmouth
- John Churchill
- Judge Jeffreys, Lord Canciller de Inglaterra
- Benjamin Franklin (como un adolescente en Boston)
- Robert Hooke
- Gottfried Leibniz
- Isaac Newton
- Robert Boyle
- Henry Oldenburg
- Samuel Pepys
- John Wilkins, obispo de Chester

| Predecesor                                       | Premios de Azogue              | Sucesor                                |
| ------------------------------------------------ | ------------------------------ | -------------------------------------- |
| El último día de la guerra de Christopher Priest | Premio Arthur C. Clarke (2004) | El consejo de hierro de China Miéville |

- Datos: Q4398917